# Astro-Creep: 2000
Astro-Creep: 2000 (pełny tytuł: Astro-Creep: 2000 – Songs of Love, Destruction and Other Synthetic Delusions of the Electric Head) – czwarty i ostatni album studyjny heavymetalowego zespołu White Zombie, wydany 11 kwietnia 1995 roku. Wydano dwa single: "More Human Than Human" i "Super-Charger Heaven". Rob Zombie, wokalista i frontman zespołu, po wydaniu tego albumu rozpoczął solową karierę.

## Lista utworów
1. "Electric Head Pt. 1 (The Agony)" – 4:54
2. "Super-Charger Heaven" – 3:37
3. "Real Solution #9" – 4:44
4. "Creature of the Wheel" – 3:25
5. "Electric Head Pt. 2 (The Ecstasy)" – 3:53
6. "Grease Paint and Monkey Brains" – 3:49
7. "I, Zombie" – 3:31
8. "More Human Than Human" – 4:28
9. "El Phantasmo and the Chicken-Run Blast-O-Rama" – 4:13
10. "Blur the Technicolor" – 4:09
11. "Blood, Milk and Sky" – 11:21
12. "Where the Sidewalk Ends, the Bug Parade Begins" (ukryty utwór po "Blood, Milk and Sky") – 2:41